# Ramo di Melo
Il Ramo di Melo (in latino Ramus Pomifer) era una costellazione situata tra Ercole e la Lira.
Veniva raffigurato sotto forma di un ramo tenuto nella mano sinistra di Ercole. L'altrettanto obsoleta costellazione di Cerbero - che era composta in gran parte dalle stesse stelle - venne combinata ad esso in alcune rappresentazioni posteriori, con il nome di Cerberus et Ramus.